# 548
548 (DXLVIII) je bilo prestopno leto, ki se je po julijanskem koledarju začelo na sredo.

## Dogodki
- 1. januar

## Smrti
- Teudis, kralj Vizigotov (* 470)